# Іссендон (аеропорт)

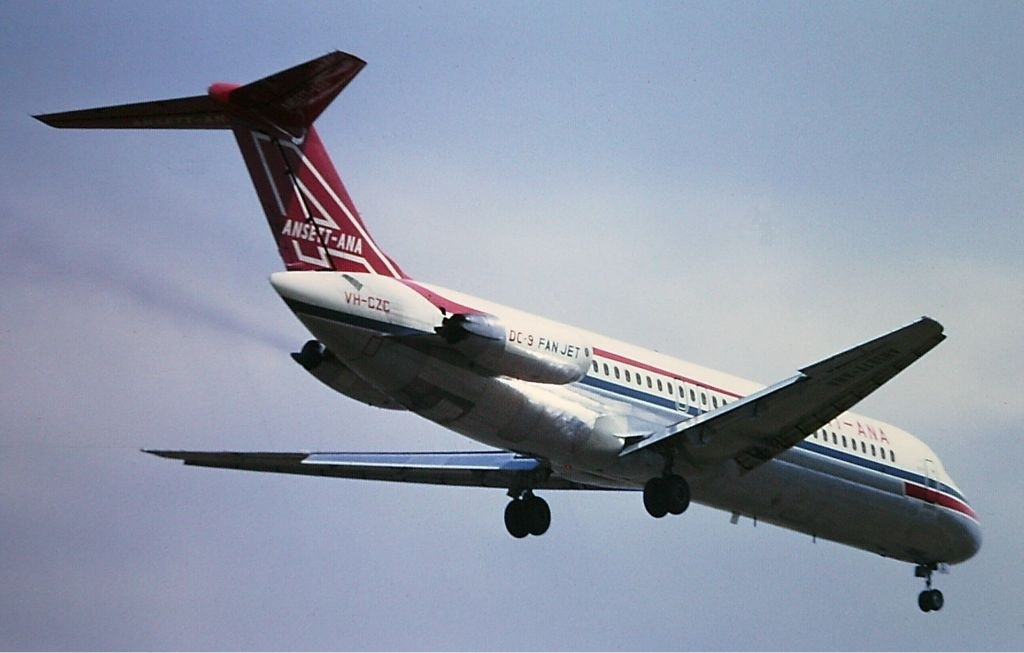
Ansett-ANA McDonnell Douglas DC-9-31 посадку в аеропорту Іссендон (1969)

Аеропорт Іссендон (англ. Essendon Airport) — розташовано на території Іссендон Філдс, північного передмістя Мельбурна, Австралія. Аеропорт розміщено у безпосередній близькості від шосе Туллімарін, на площі 3,05 квадратних кілометри. Відстань від аеропорту до Центрального ділового району Мельбурна становить 13 кілометрів, й до Центрального аеропорту Мельбурна — 4,3 кілометри.
Аеропорт Іссендон посідає особливе місце в історії Мельбурна й усієї Австралії.
- 1956 — аеропорт стає основною брамою літніх Олімпійських ігор, а також пунктом прибуття королеви Великої Британії Єлизавети II. Упродовж одного тижня персонал аеропорту забезпечив безпечну посадку 206 міжнародних авіарейсів.
- 1964 — The Beatles прибувають до Австралії, й аеропорт Іссендон стає місцем зустрічі групи з тисячами фанатів.
- 1987 — Кайлі Міноуг знімає своє перше музичне відео для свого першого сингла The Locomotion на території аеропорту.